# Urolophus kapalensis
Urolophus kapalensis е вид хрущялна риба от семейство Urolophidae. Видът е почти застрашен от изчезване.

## Разпространение
Разпространен е в Австралия (Куинсланд и Нов Южен Уелс).